# Чадвелл-Гіт (станція)
51°34′04″ пн. ш. 0°07′45″ сх. д. / 51.5678° пн. ш. 0.1292° сх. д.
Чадуелл-Хіт (англ. Chadwell Heath) — залізнична станція на залізниці Great Eastern Main Line обслуговує квартал Чадуелл-Хіт, лондонське боро Редбридж та Баркінг і Дагенем, Східний Лондон. Розташована за 16.1 км від станції Ліверпуль-стріт. Тарифна зона — 5. Пасажирообіг за 2017 рік — 3.884 млн.
Станцію було відкрито в 1864 році на залізниці Eastern Counties Railway. Станція на початок 2018 року є під орудою TfL Rail, з 2019 — Crossrail, зі станції потягами можна буде дістатися до станцій в центрі Лондона, а також до Редінга та аеропорту Лондон-Хітроу

## Пересадки
- На автобуси оператору London Buses №62 та 368